# 코트디부아르의 국장

코트디부아르의 국장

코트디부아르의 국장은 1964년에 제정되었으며, 현재의 국장은 2011년에 수정되었다.
국장 가운데에 그려져 있는 금색 방패 안에는 코끼리의 머리가 그려져 있으며 방패 위에는 떠오르는 태양이, 방패 양쪽에는 야자나무가 그려져 있다. 코끼리는 코트디부아르를 상징하는 동물임과 동시에 코트디부아르라는 국명의 유래가 된 상아를 의미하며 떠오르는 태양은 새로운 시작을 의미한다. 국장 아래쪽에 그려져 있는 리본에는 코트디부아르의 공식 명칭인 "코트디부아르 공화국"(République de Côte d'Ivoire)이 프랑스어로 쓰여져 있다.

## 역대 국장

1960년부터 1964년까지 쓰인 국장
1964년부터 1997년까지 쓰인 국장
1997년부터 2001년까지 쓰인 국장
2001년부터 2011년까지 쓰인 국장